# Clux-Villeneuve
Clux-Villeneuve [kly vilnœv] est une commune française située dans le département de Saône-et-Loire, en région Bourgogne-Franche-Comté.

## Géographie

### Situation
Dans le Nord-Est du département de Saône-et-Loire, la commune est limitrophe de celui de la Côte-d'Or. Elle se situe à 10 km au nord-ouest de Pierre-de-Bresse.

### Climat
Pour des articles plus généraux, voir Climat de la Bourgogne-Franche-Comté et Climat de Saône-et-Loire.
En 2010, le climat de la commune est de type climat océanique dégradé des plaines du Centre et du Nord, selon une étude du Centre national de la recherche scientifique s'appuyant sur une série de données couvrant la période 1971-2000. En 2020, Météo-France publie une typologie des climats de la France métropolitaine dans laquelle la commune est exposée à un climat semi-continental et est dans la région climatique Bourgogne, vallée de la Saône, caractérisée par un bon ensoleillement (1 900 h/an), un été chaud (18,5 °C), un air sec au printemps et en été et des vents faibles.
Pour la période 1971-2000, la température annuelle moyenne est de 10,9 °C, avec une amplitude thermique annuelle de 17,7 °C. Le cumul annuel moyen de précipitations est de 845 mm, avec 11,3 jours de précipitations en janvier et 7,7 jours en juillet. Pour la période 1991-2020, la température moyenne annuelle observée sur la station météorologique de Météo-France la plus proche, « Pagny-le-chateau », sur la commune de Chamblanc à 7 km à vol d'oiseau, est de 11,7 °C et le cumul annuel moyen de précipitations est de 802,0 mm. 
La température maximale relevée sur cette station est de 39,6 °C, atteinte le 7 août 2003 ; la température minimale est de −17,8 °C, atteinte le 20 décembre 2009,,.
Les paramètres climatiques de la commune ont été estimés pour le milieu du siècle (2041-2070) selon différents scénarios d'émission de gaz à effet de serre à partir des nouvelles projections climatiques de référence DRIAS-2020. Ils sont consultables sur un site dédié publié par Météo-France en novembre 2022.

## Urbanisme

### Typologie
Au 1er janvier 2024, Clux-Villeneuve est catégorisée commune rurale à habitat dispersé, selon la nouvelle grille communale de densité à sept niveaux définie par l'Insee en 2022.
Elle est située hors unité urbaine et hors attraction des villes,.

### Occupation des sols
L'occupation des sols de la commune, telle qu'elle ressort de la base de données européenne d’occupation biophysique des sols Corine Land Cover (CLC), est marquée par l'importance des territoires agricoles (63,9 % en 2018), en diminution par rapport à 1990 (65,9 %). La répartition détaillée en 2018 est la suivante : terres arables (51,3 %), forêts (30,6 %), zones agricoles hétérogènes (6,7 %), prairies (5,9 %), zones urbanisées (3,7 %), milieux à végétation arbustive et/ou herbacée (1,8 %). L'évolution de l’occupation des sols de la commune et de ses infrastructures peut être observée sur les différentes représentations cartographiques du territoire : la carte de Cassini (XVIIIe siècle), la carte d'état-major (1820-1866) et les cartes ou photos aériennes de l'IGN pour la période actuelle (1950 à aujourd'hui).

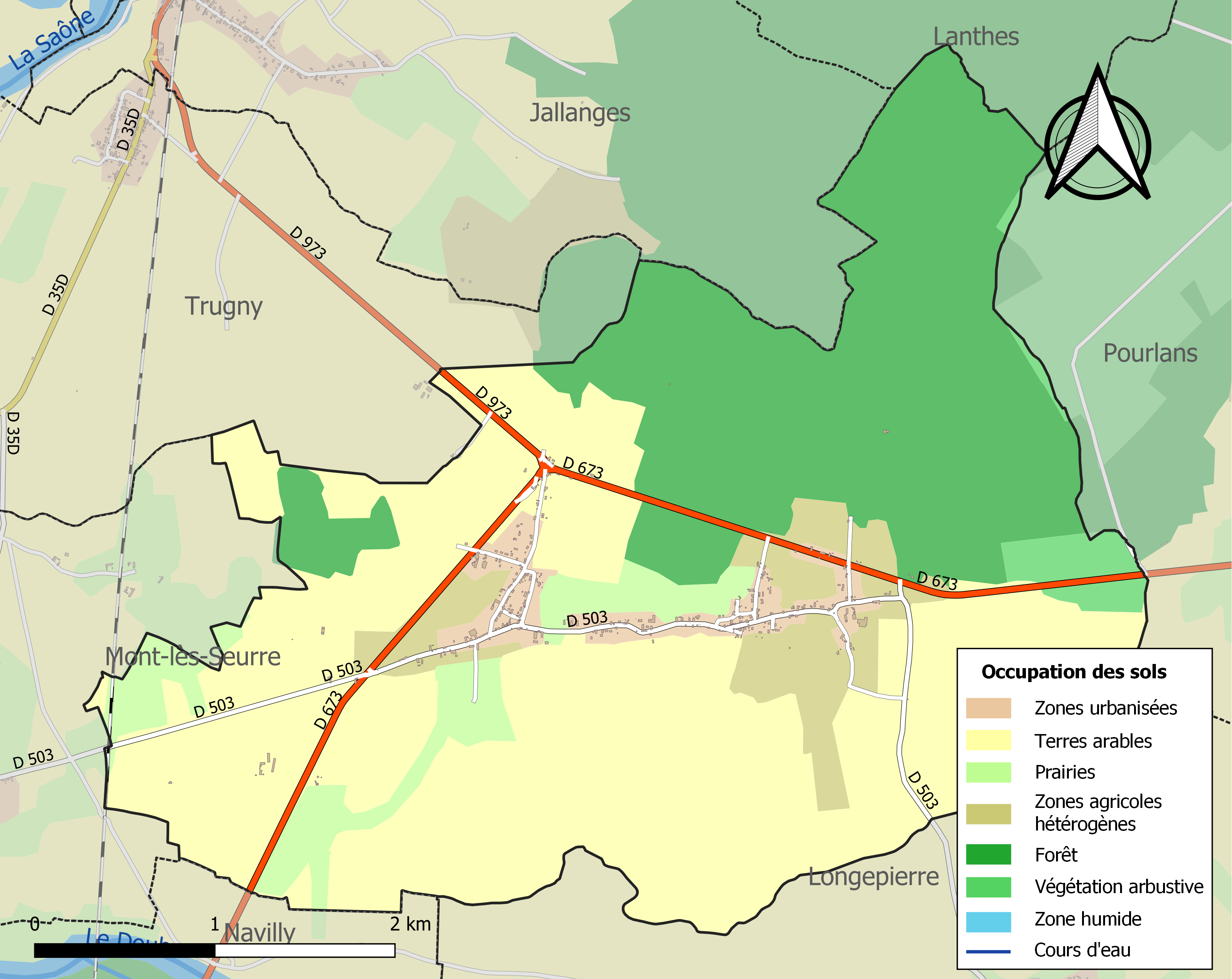
Carte des infrastructures et de l'occupation des sols de la commune en 2018 (CLC).

## Toponymie
Le nom est formé des deux communes déléguée formant la commune nouvelle : Clux et La Villeneuve.

## Histoire
La commune est créée le 1er janvier 2015 par la fusion des deux communes de Clux et de La Villeneuve, sous le régime juridique des communes nouvelles instauré par la loi no 2010-1563 du 16 décembre 2010 de réforme des collectivités territoriales. La commune a été créée sous l'impulsion de Marie-Françoise Couzon, maire de La Villeneuve et de Nicolas Raffetin, maire de Clux.

## Politique et administration

### Administration municipale
Jusqu'à la fin du mandat en 2020, le conseil municipal est composé des conseillers des deux anciennes communes.
| Période                                  | Période                      | Identité               | Étiquette | Qualité |
| ---------------------------------------- | ---------------------------- | ---------------------- | --------- | ------- |
| Les données manquantes sont à compléter. |                              |                        |           |         |
| 6 janvier 2015                           | En cours (au 6 janvier 2015) | Marie-Françoise Couzon | DVC       |         |

### Intercommunalité
La commune fait partie de la communauté de communes Saône Doubs Bresse.

## Population et société

### Démographie
L'évolution du nombre d'habitants est connue à travers les recensements de la population effectués dans la commune depuis sa création.
En 2022, la commune comptait 301 habitants, en évolution de −10,42 % par rapport à 2016 (Saône-et-Loire : −1,06 %, France hors Mayotte : +2,11 %).
| 2013 | 2014 | 2019 | 2022 |
| ---- | ---- | ---- | ---- |
| 339  | 340  | 313  | 301  |

## Culture locale et patrimoine

### Lieux et monuments
- Église Saint-Denis de La Villeneuve, reconstruite au XVIIe siècle[16].
- Croix de chemin dite Croix Machard et oratoire à saint Claude, sur la départementale 503 (ancienne voie romaine), à l'intersection avec la rue du Champ-Moreau[17].

### Personnalités liées à la commune
- Frère Rolland-Germain en religion, Louis Roland de son nom civil, est né le 25 octobre 1881 à La Villeneuve. Arrivé à Montréal le 25 juillet 1905, grand ami du frère Marie-Victorin (1885-1944), il est botaniste au Québec et meurt le 3 septembre 1972 à Laval (Sainte-Dorothée)[18],[19].

## Pour approfondir